# Helina ismayi
Helina ismayi är en tvåvingeart som beskrevs av Shinonaga 1998. Helina ismayi ingår i släktet Helina och familjen husflugor. Inga underarter finns listade i Catalogue of Life.